# Jean-Charles Cornay Tân
Jean Charles Cornay, được biết với tên Việt là Gioan Tân, Cao Lăng Ni, là một nhà truyền giáo thuộc Hội Thừa sai Paris. Ông sinh năm 1809 tại Loudun, trong một gia đình khá giả làm nghề bán vải của nước Pháp. Ông bị xử lăng trì ngày 20 tháng 9 năm 1837 tại Sơn Tây dưới thời vua Minh Mạng. Ông được phong Chân phước ngày 27/5 năm 1900 bởi Giáo hoàng Lêô XIII. Ngày 19/06 năm 1988, Giáo hoàng Gioan Phaolô II tôn phong ông lên bậc Hiển thánh.

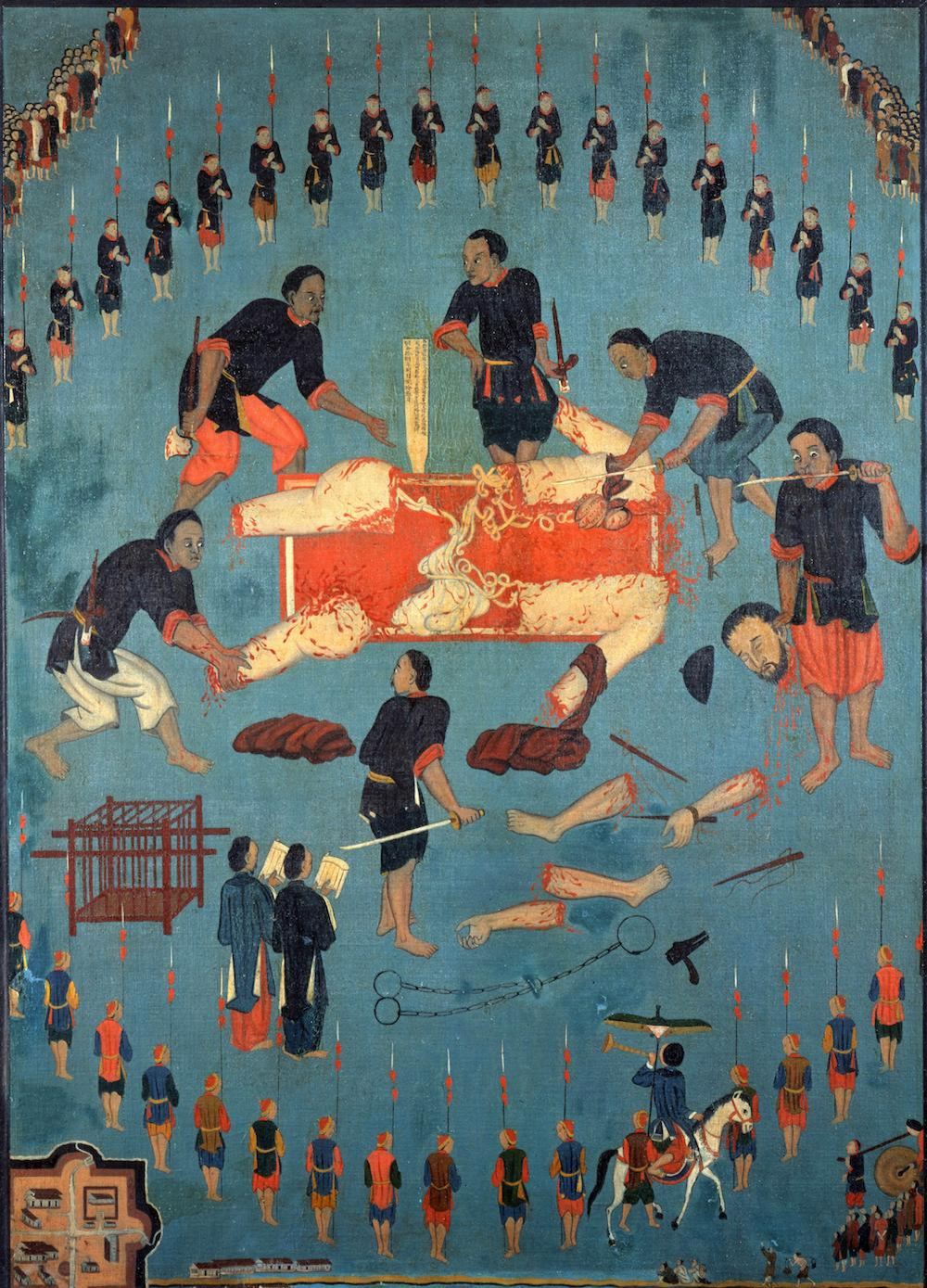
Sự tử đạo của thánh Gioan Tân

## Cuộc đời và con đường truyền đạo
Sau khi học xong trung học, Jean Charles Cornay xin vào chủng viện Saumur, sau đó vào đại chủng viện Thừa Sai Paris năm 1830. Sau khi nhận chức phó tế, ông đến Việt Nam sau đó được thụ phong linh mục năm 1834 và chọn tên Việt là Tân. Khi chọn Việt Nam là quê hương thứ hai, có lúc ông bị bệnh nặng do thời tiết khắc nghiệt của vùng nhiệt đới, nhiều người bảo ông về Pháp chữa trị, ông nói: "Được Chúa sai đến đây, tôi sẽ không chịu bỏ về, dù phải chết đi nữa".

## Bị bắt và xử tử
Ông bị bắt vì bị buộc tội phiến loạn. Các quan lính đưa ông ra tòa và ép nhận tội. Ông trả lời: "Thưa quan, chúng tôi chỉ truyền giảng đạo dạy người ta làm lành lánh dữ, dạy con cái kính thảo cha mẹ, dạy dân vâng phục vua quan. Tôi đâu thể đi ngược lại giáo huấn của mình mà chống đối nhà vua được".
Cuối cùng quan kết án ông chịu lăng trì. Ngày 20 tháng 9 năm 1837, ông bị quan lính dẫn ra pháp trường Năm Mẫu, Sơn Tây. Đến nơi, ông xin cầu nguyện một thời gian, rồi tự mình cởi áo và nằm trên thảm trải sẵn. Ông bị chém đầu và phân thây làm bốn khúc. Đầu của ông bị treo lên 3 ngày và sau đó bị ném xuống sông. Sau này, các giáo dân xứ Bách Lộc đến xin các phần thây của ông và chôn cất tại dòng Mến Thánh Giá Chiêu Ửng.

Theo Thực lục:
Đinh Dậu, Minh Mệnh năm thứ 18 [1837] ... Đạo trưởng nước Tây dương là Cao Lăng Ni đem tà giáo Gia Tô ngầm ngụ ở hạt huyện Phù Ninh thuộc Sơn Tây, thông đồng với tướng giặc, mưu đồ trái phép, tự xưng là quân sư của ngụy. Tỉnh phái quan đi bắt giặc nã bắt được đem giết. Vua thưởng cho 500 quan tiền.